# Церковь Тигран Хоненц
Церковь Тигран Оненц (Хоненц) (арм. Տիգրան Հոնենց եկեղեցի; также известный как церковь Святого Георгия) — армянская церковь, построенная в 1215 году, расположенная в городе Ани в Турции. Посвящена святому Григорию Просветителю.

## История
Церковь была построена Тиграном — сыном Сулема Смбаторенца, из рода Хоненц в 1215 году. Об этом говорит надпись на стене церкви.
В 664 году (1215 г. н.э.), по милости Божией, когда владыкой этого города Ани был сильный и могучий Закария... Я, Тигран, раб Божий, сын Сулема Смбаторенца, из рода Хоненц, для долгой жизни владык моих и детей их построил сей монастырь св. и с великим утомлением и затратою я ее со всех сторон защищал: я построил эту церковь во имя св. Григория Просветителя и украсил ее многими украшениями...
Тигран Хоненц был богатым купцом. В построенной им церкви видны фрески, некоторые из которых сохранились в настоящее время. Их наличие объясняется тем, что армянский город Ани, во время строительства храма, находился под контролем Грузии и фрески были созданы грузинскими мастерами.
Считается, что церковь принадлежала армянам-халкидонитам.
В 2009 году купол и кровля церкви были восстановлены для предотвращения просачивания воды. Отсюда и покрытие круглой формы на куполе церкви.

## Устройство церкви
Церковь имеет размеры 13,80 м на около 10 м.
Внешне куполообразная прямоугольная конструкция напоминает собор, но в уменьшенном масштабе. Внутренний план имеет тип «купольного зала»  — однонефного помещения, разделенного на три части, над центральной из которых располагается купол.

### Фрески
Интерьер полностью покрыт фресками той же даты, что и церковь. У них две основные темы — жизнь Христа и жизнь святого Григория Просветителя.
На куполе повреждено изображение Вознесения в виде бюста Христа, который несут четыре ангела, под которым изображены Богородица и двенадцать апостолов. Восточная половина церкви содержит сцены из жизни Христа, в том числе Благовещение, Рождество, вход в Иерусалим, воскрешение Лазаря и тд.
Некоторые фрески повреждены в относительно недавнем времени. На одних нарисовано граффити, другие были повреждены в 1990-х в результате раскопок профессора Бейхана Карамагарали.
Имеются также надписи на греческом и грузинском языках.

## Галерея

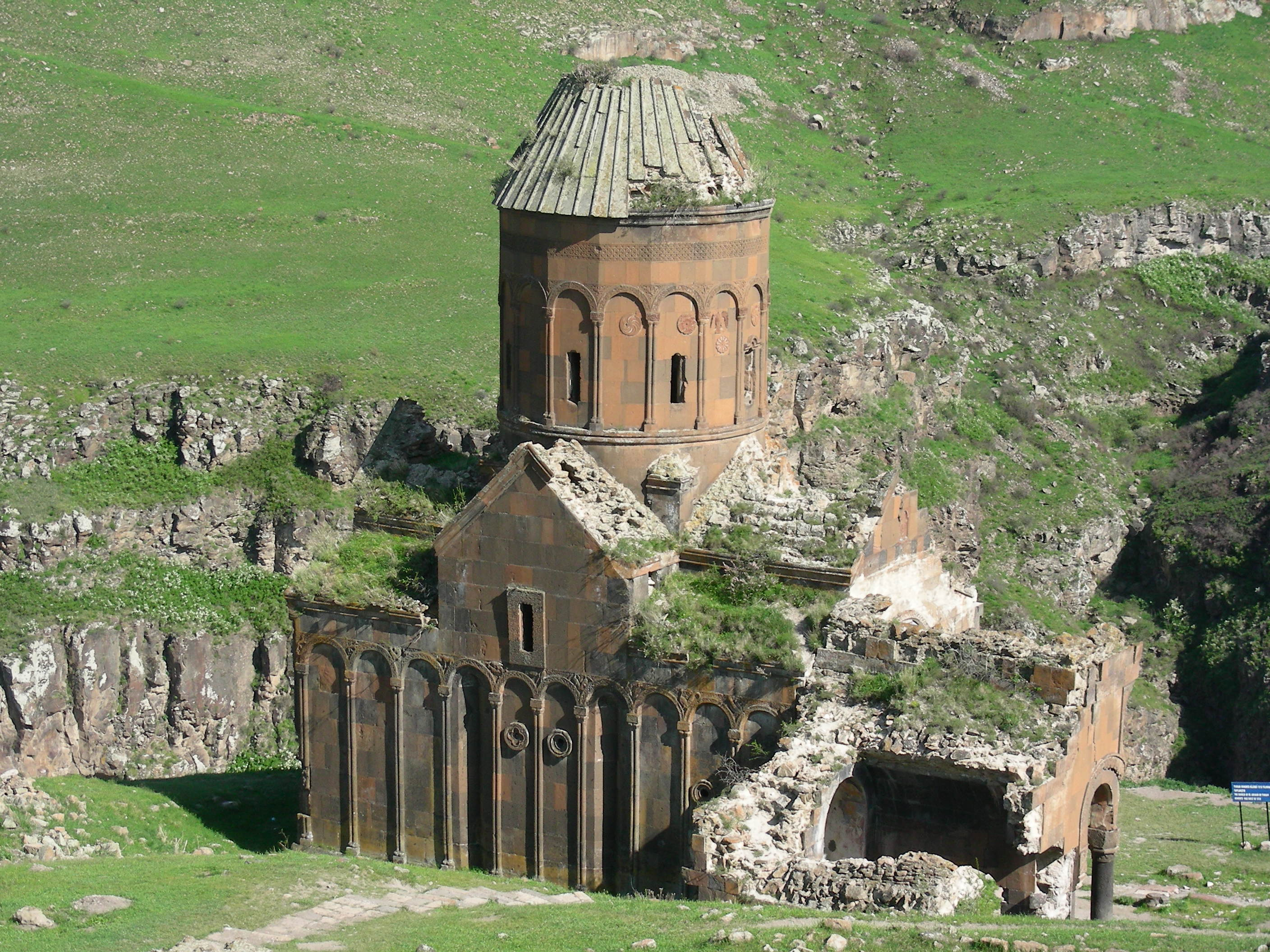
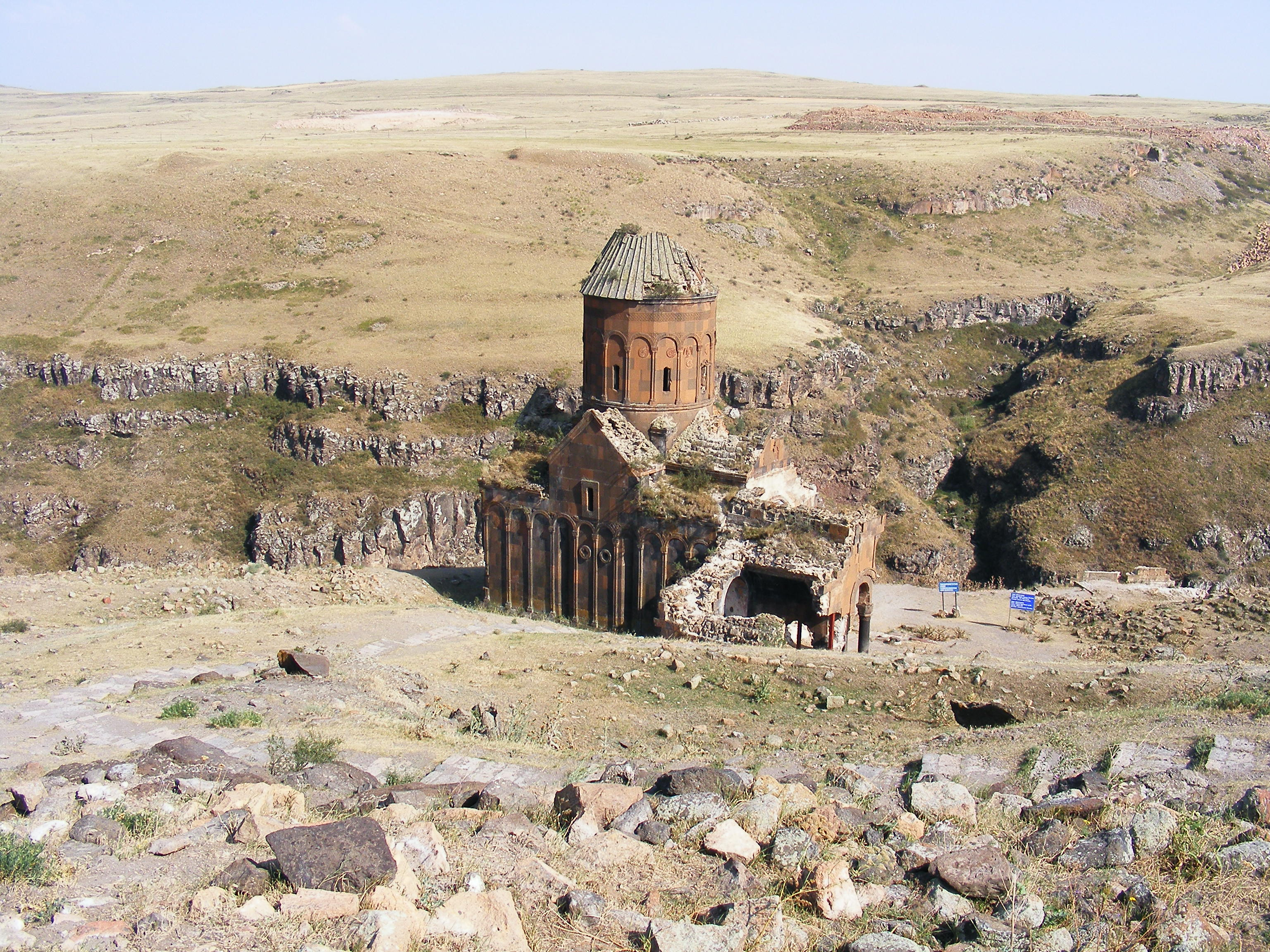
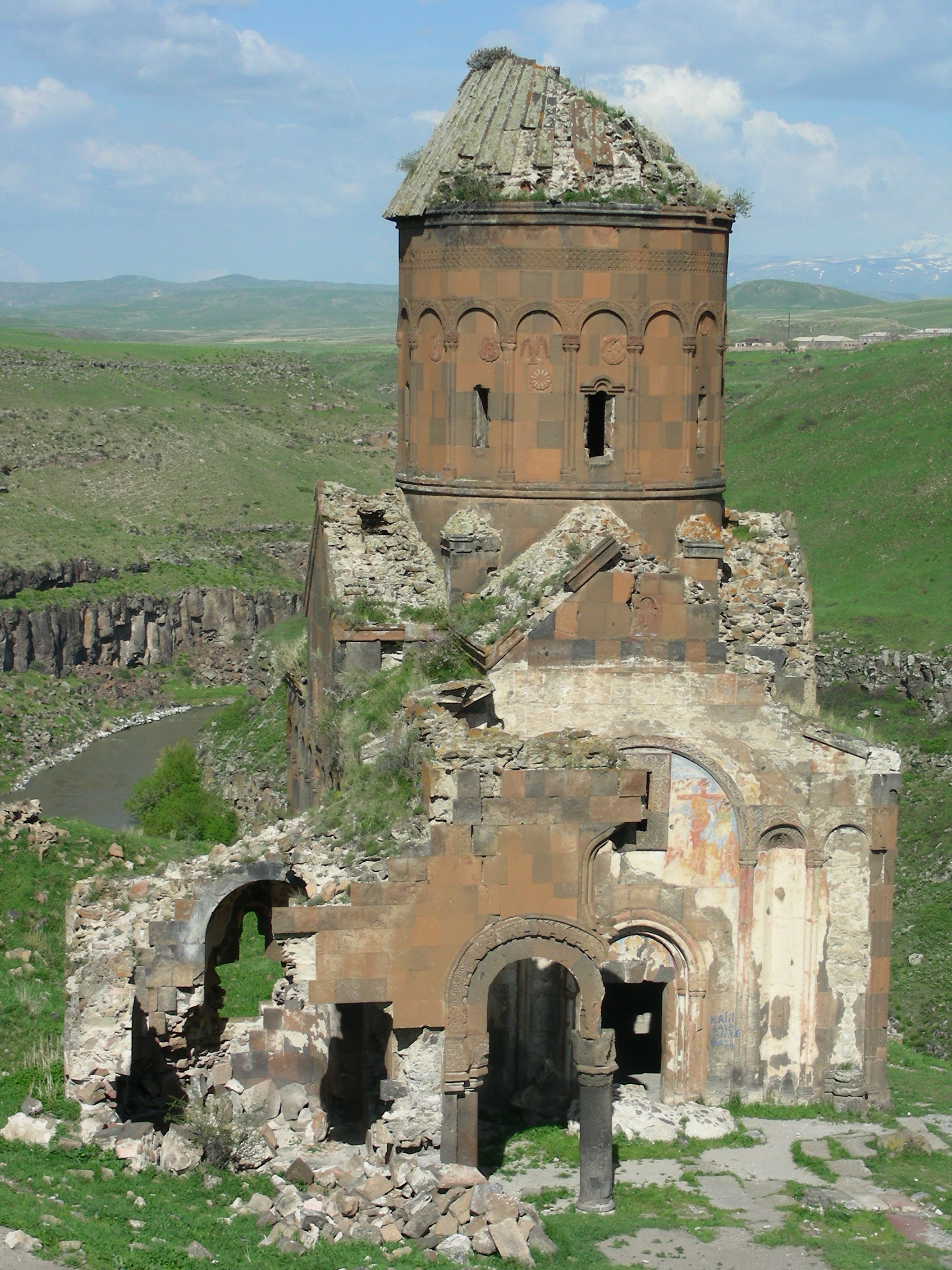
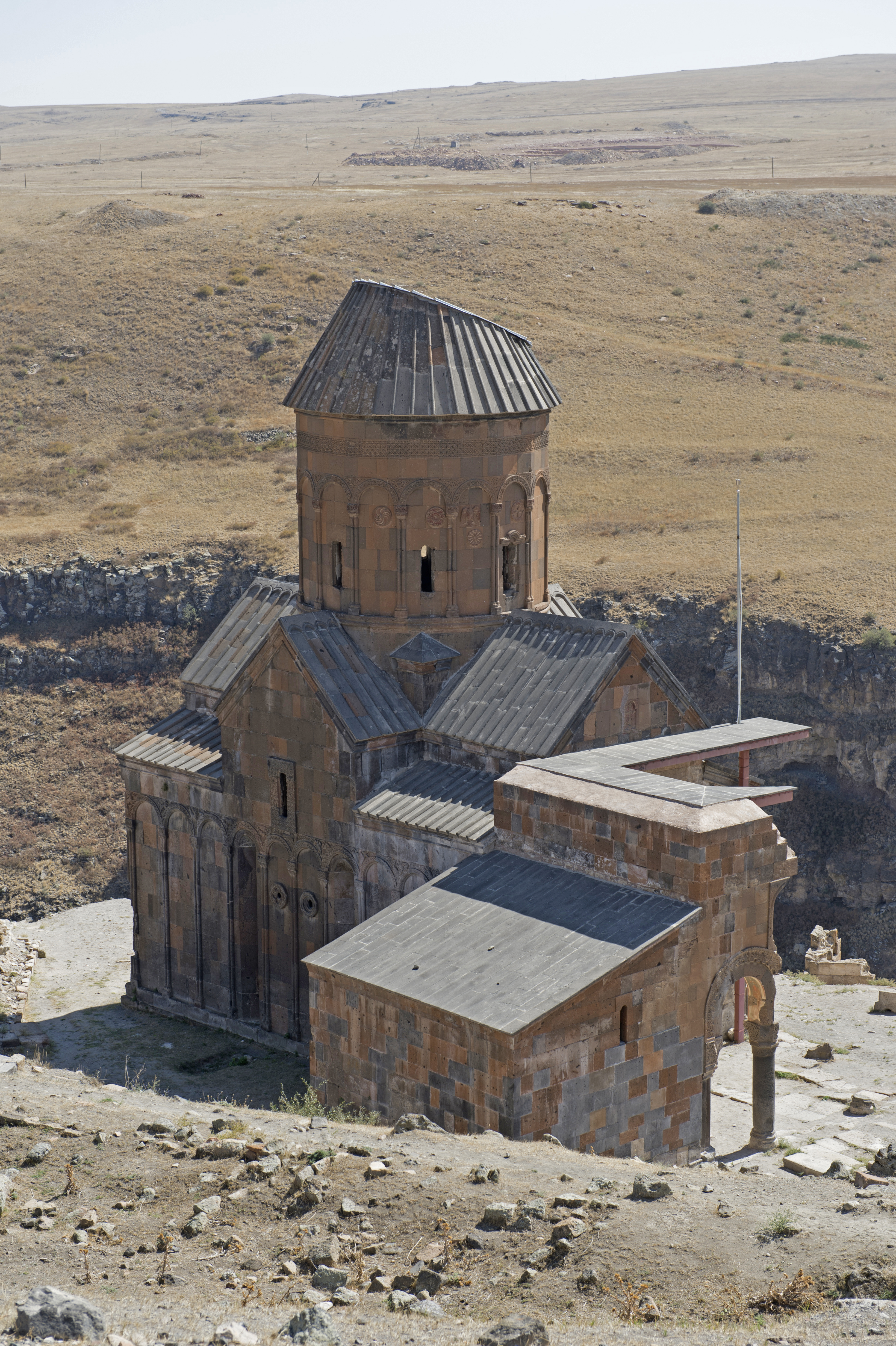
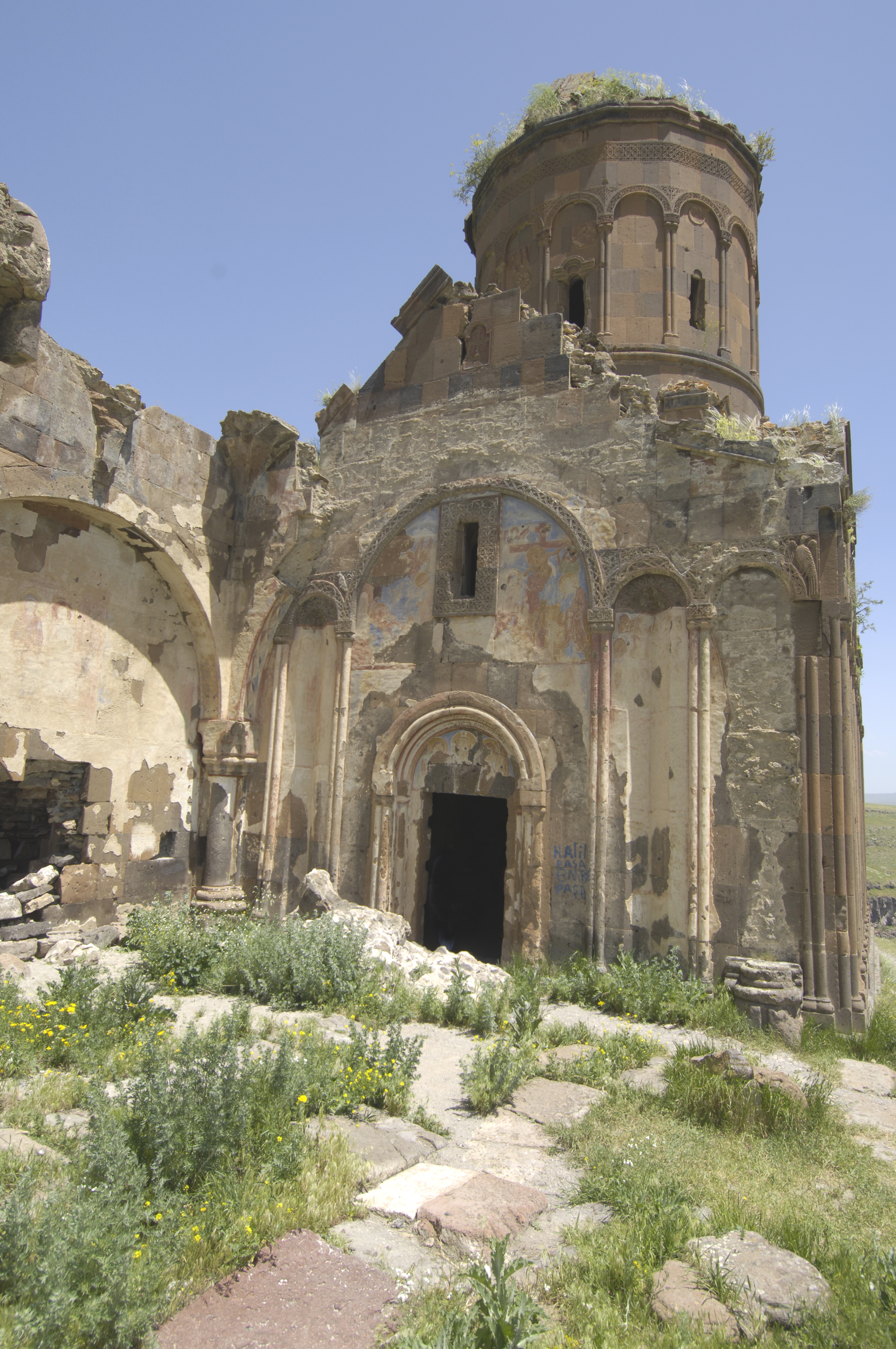
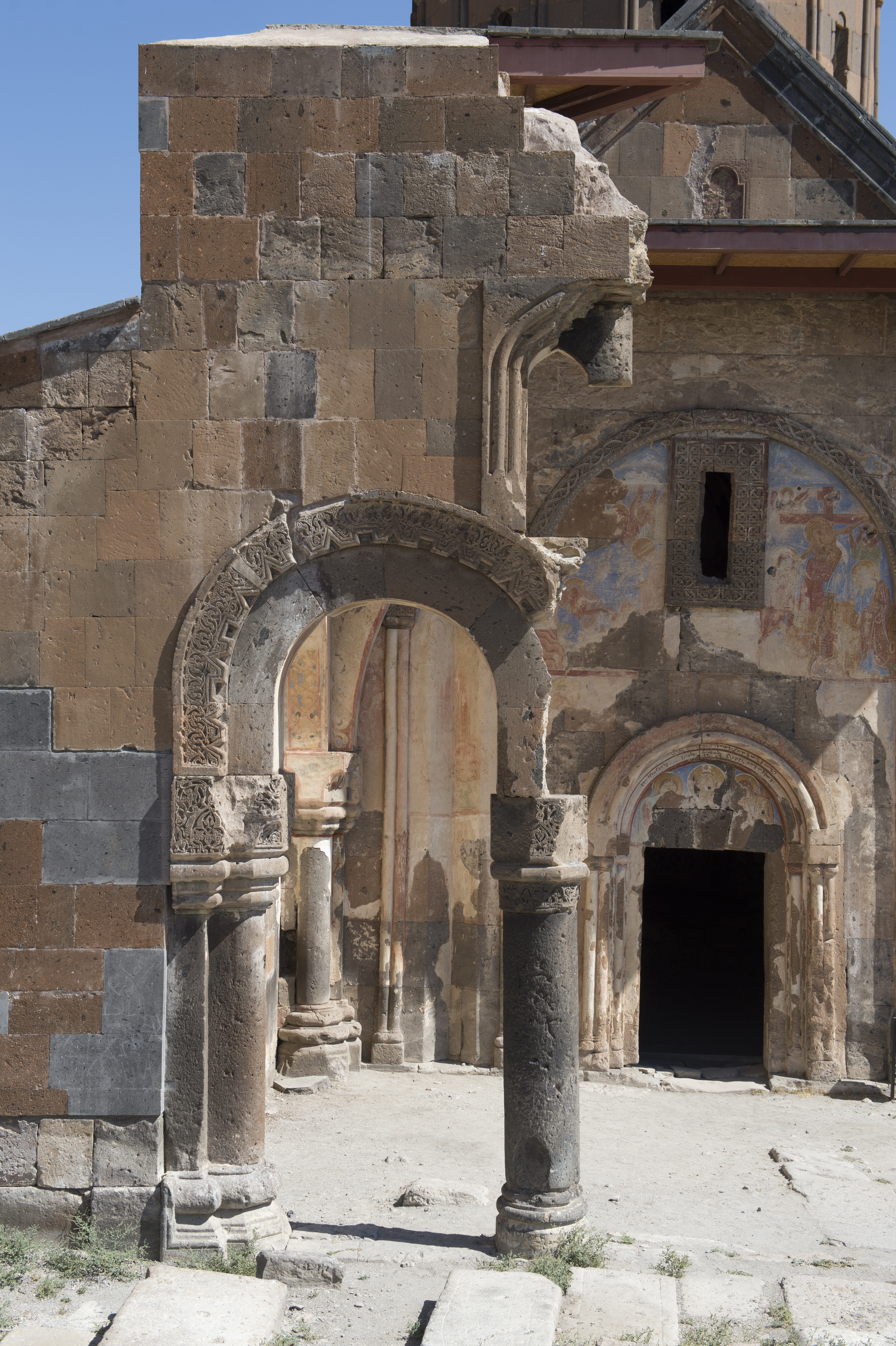
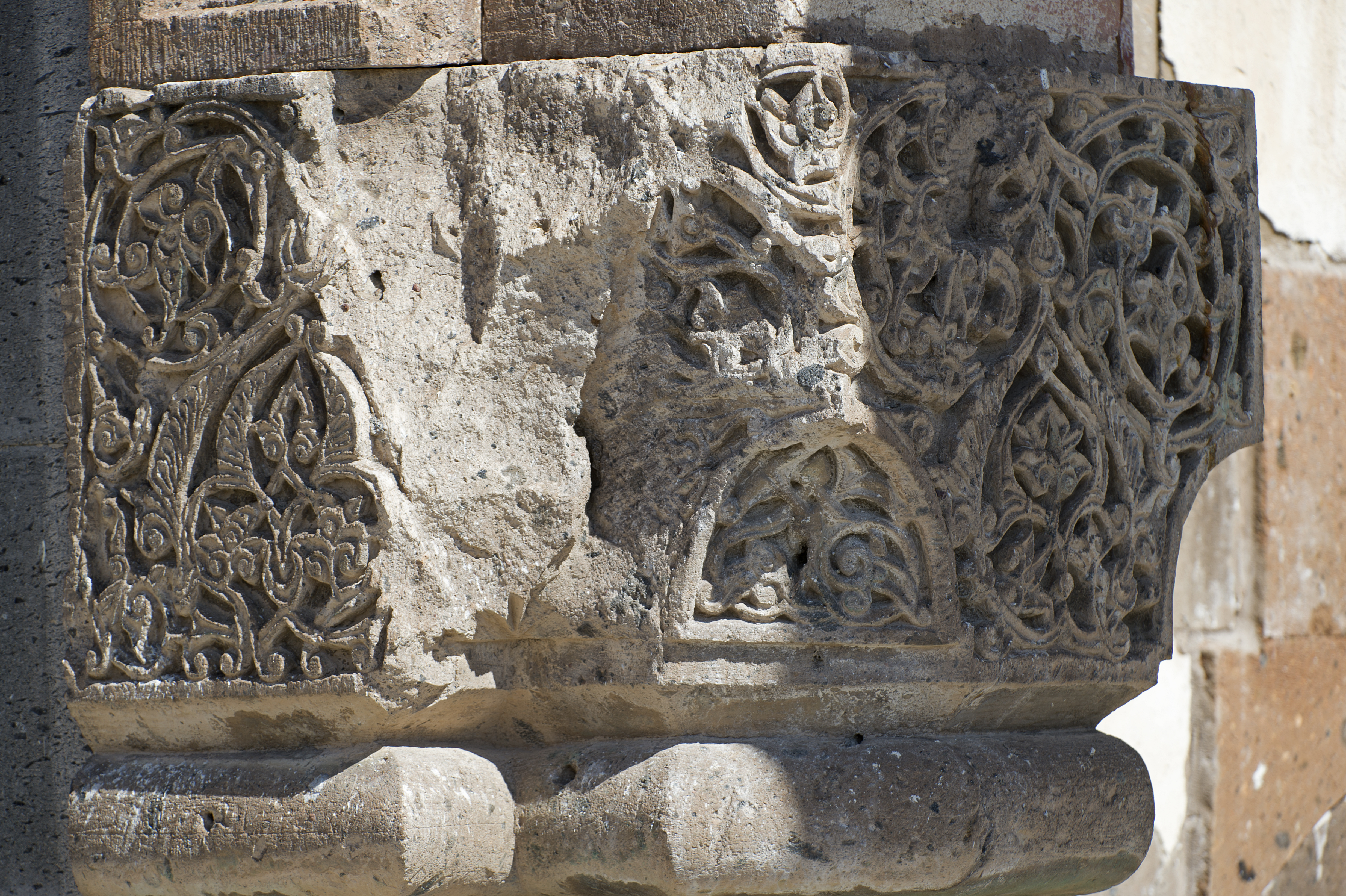
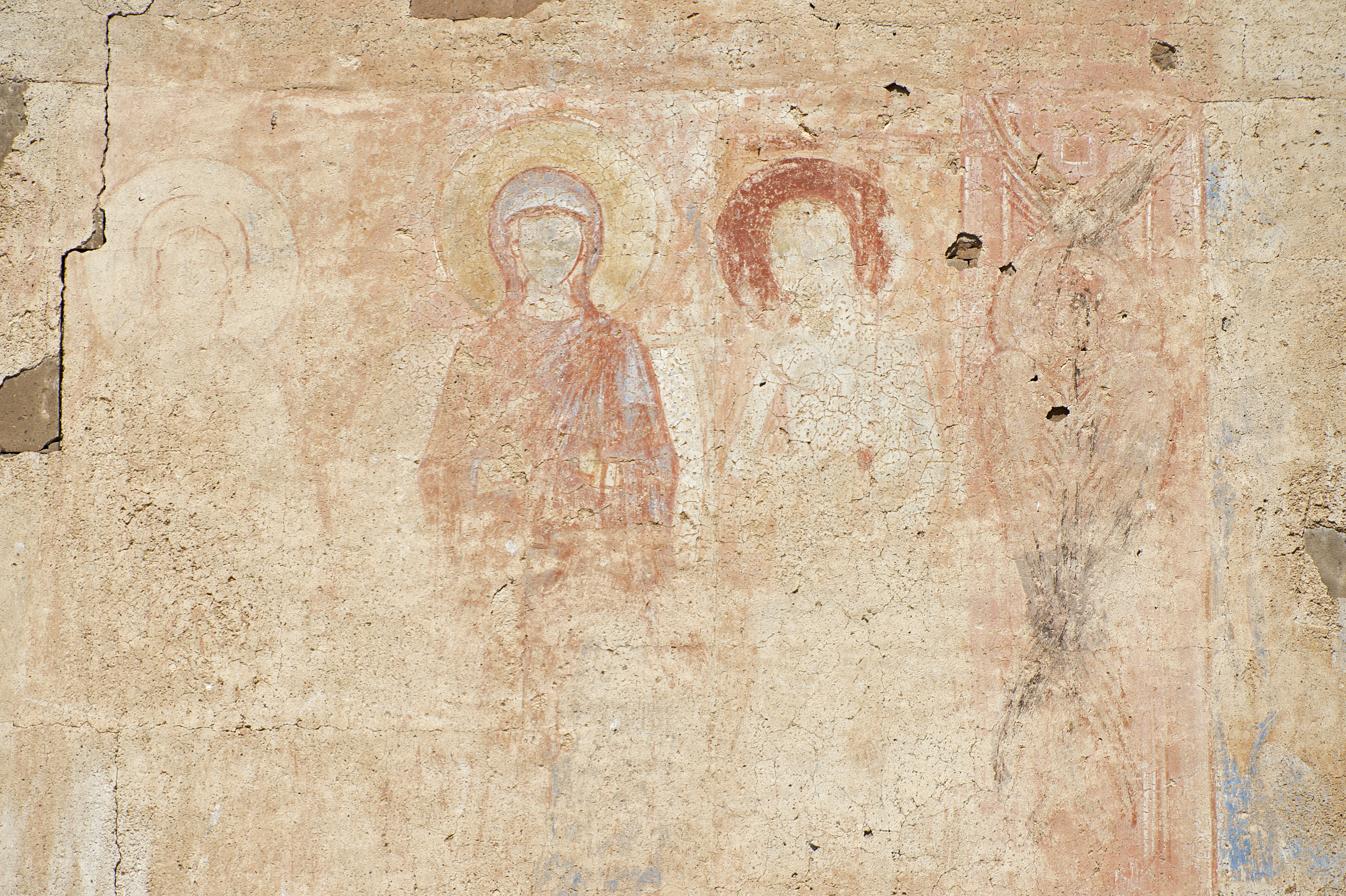
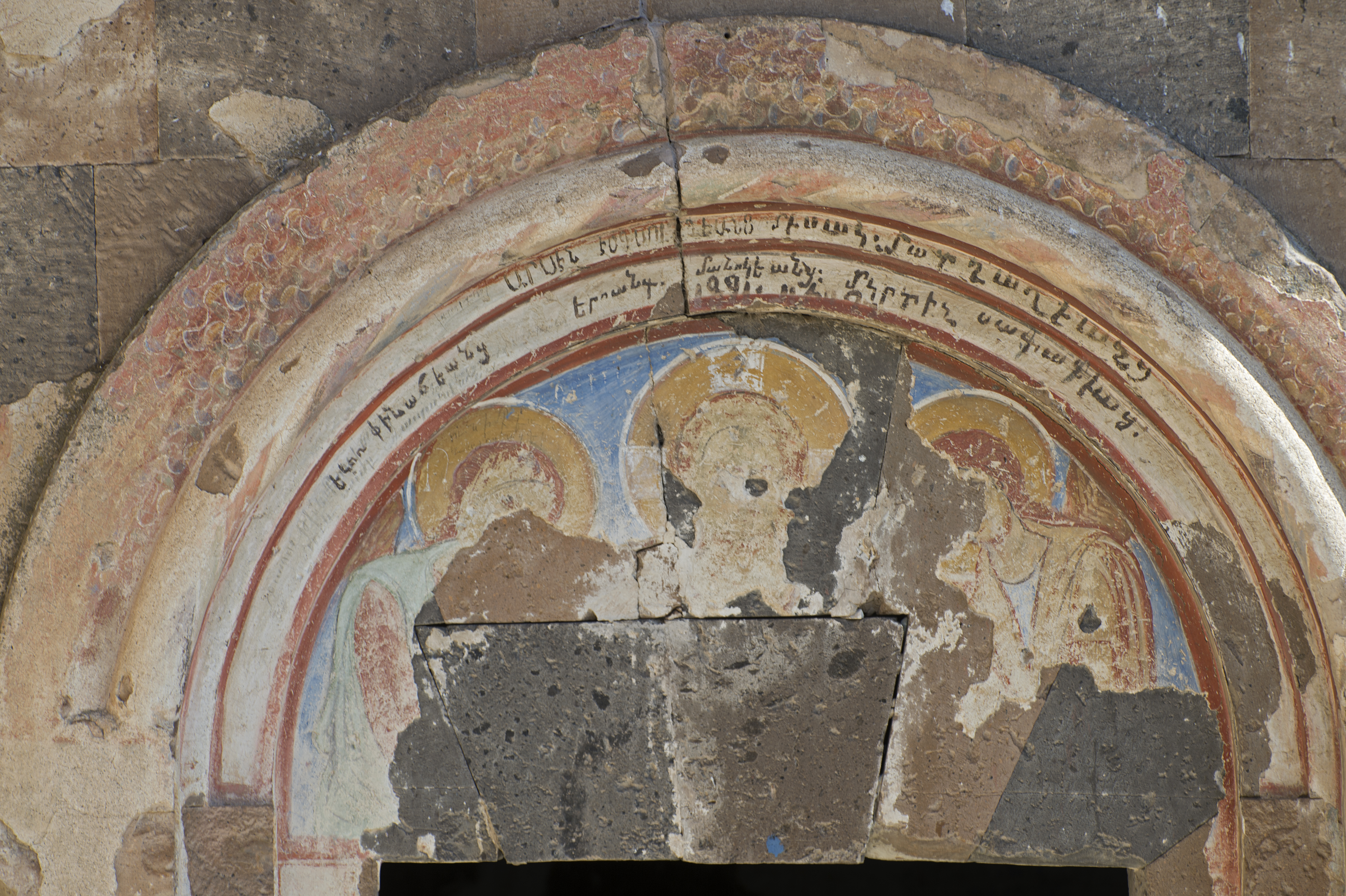
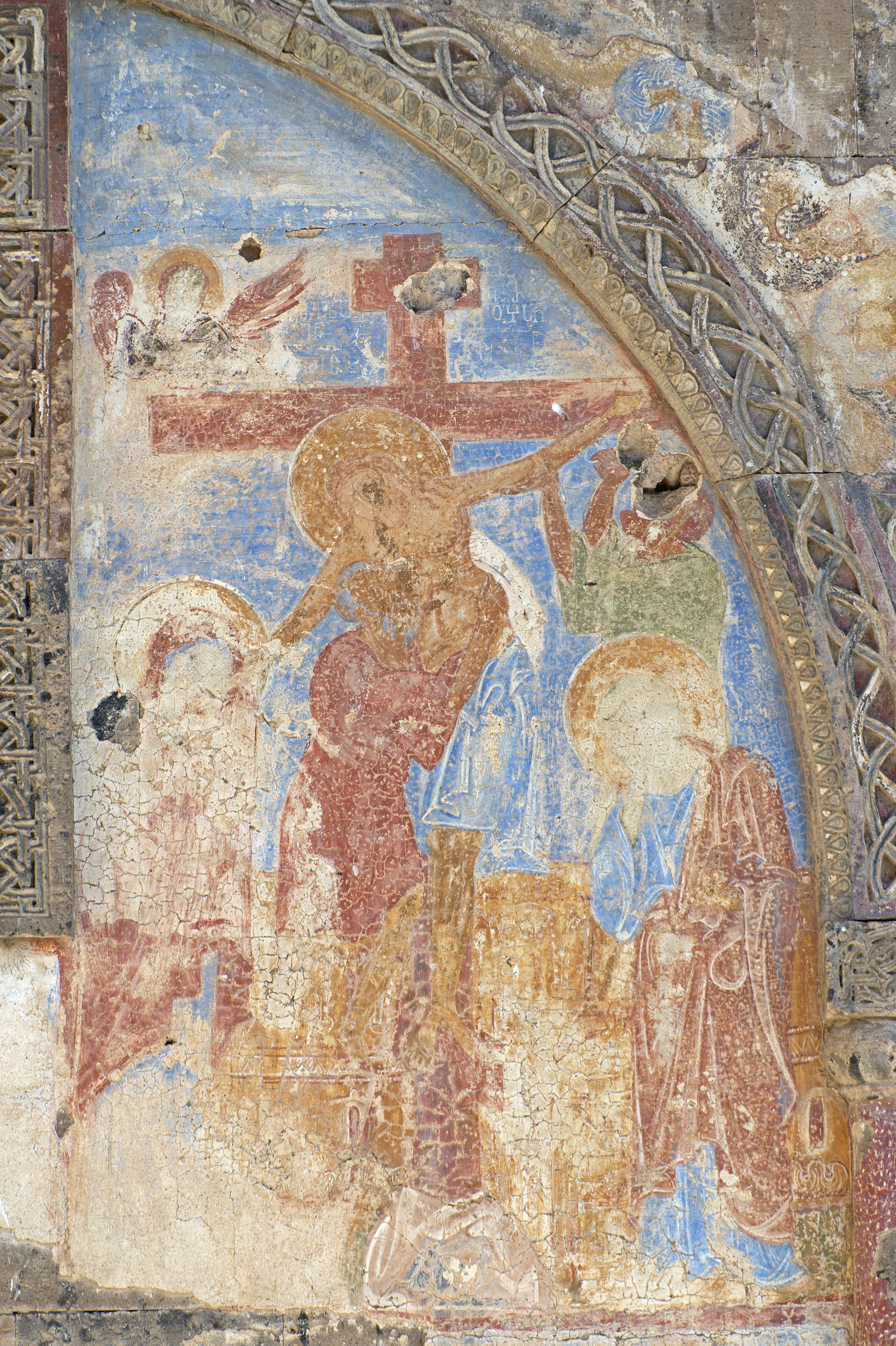